# This Is the Remix (албум на Дестинис Чайлд)
This Is the Remix е албум с ремикси на американската група Дестинис Чайлд издаден на 12 март 2002 година. Албумът достига 29 място в класацията Билборд за албуми. 

## Списък с песните

### Оригинален траклист
1. „No, No, No Part 2“ (Extended Remix, с Уиклиф Джийн) – 4:03
2. „Emotion“ (The Neptunes Remix) – 4:15
3. „Bootylicious“ (Rockwilder Remix, с Миси Елиът) – 4:12
4. „Say My Name“ (Timbaland Remix, със Статик Майор)	– 5:01
5. „Bug a Boo“ (Refugee Camp Remix, с Уиклиф Джийн) – 3:48
6. „Dot“ (The E-Poppi Mix) – 3:58
7. „Survivor“ (Remix разширена версия, с Да Брат) – 3:24
8. „Independent Women Part II“ – 3:42
9. „Nasty Girl“ (Azza's Nu Soul Remix) – 5:17
10. „Jumpin', Jumpin'“ (Remix разширена версия, с Да Брат, Жермен Дюпри и Лил' Бау Уау) – 7:16
11. „Bills, Bills, Bills“ (Maurice's Xclusive Livegig Mix) – 3:23
12. „So Good“ (Maurice's Soul Remix) – 4:59
13. „Heard a Word“ – 4:57

### Интернационално издание
1. „Nasty Girl“ (Maurice's Nu Soul Remix радио редактиран) – 4:08

### Японско издание
1. „Independent Women Part I“ (Joe Smooth 200 Proof 2 Step Mix)	– 4:18
2. „Bootylicious“ (Ed Case Refix) – 4:45